# تيار محايد
تفاعل التيار المحايد هو أحد الطرق التي يمكن أن تتفاعل بها جسيمات دون ذرية خلال القوة النووية الضعيفة. وتتم خلال بوزونات 
Z
. وقد كان اكتشاف التيار المحايد الضعيف خطوة مهمة نحو دمج الكهرومغناطيسية والقوة الضعيفة في قوة تسمى تآثر كهروضعيف، وهو مما قاد نحو اكتشاف بوزونات دبليو وزد

## التعريف
التيار المحايد الذي سمي التفاعل باسمه هو تفاعل بين الجسيمات. مثلا: يساهم التيار المحايد في ذروة التشتت المرن ل 
ν
e
e−
 → 
ν
e
e−

{\displaystyle {\mathfrak {M}}^{\mathrm {NC} }\propto J_{\mu }^{\mathrm {(NC)} }(\nu _{\mathrm {e} })\;J^{\mathrm {(NC)} \mu }(\mathrm {e^{-}} )}
حيث يصف التيار المحايد مجرى النيترينو ويصف الإلكترون حسب التالي
{\displaystyle J^{\mathrm {(NC)} \mu }(f)={\bar {u}}_{f}\gamma ^{\mu }{\frac {1}{2}}\left(g_{V}^{f}-g_{A}^{f}\gamma ^{5}\right)u_{f},}
و {\displaystyle g_{V}^{f}} و{\displaystyle g_{A}^{f}} هي اقتران متجه ومتجه محوري للفرميون {\displaystyle f}.